# Calle de Pedro Bosch
La calle Pedro Bosch es una calle de Madrid, continuación de la calle del Doctor Esquerdo con finalización en la calle Méndez Álvaro. Transcurre en su mayor parte por un paso elevado sobre la playa de vías de la estación de Atocha y la avenida de la Ciudad de Barcelona. Forma parte del segundo cinturón de circunvalación de Madrid.

## Historia
El plan Castro preveía que el nuevo ensanche de Madrid estuviese delimitado exteriormente por un "camino de ronda" que completase con el Manzanares el cierre del nuevo recinto y que, aún inconcluso, fue conocido como Paseo de Ronda. El proyecto sufrió numerosas modificaciones y alteraciones. Una de las más significativas fue la instalación, en la zona sur del ensanche, de la estación de Delicias, terminal de la línea ferroviaria a Cáceres y Portugal. Por su parte, la presencia de la estación de Atocha y de las vías que se dirigían hacia el sur, así como el ferrocarril de contorno entre Atocha y la estación del Norte, constituyeron un obstáculo casi insalvable para completar la sección sur del Paseo de Ronda. Por esa razón, el segundo cinturón no fue completado nunca, quedando interrumpido en la calle de Pacífico (actual avenida Ciudad de Barcelona), donde terminaba la calle del Doctor Esquerdo, incluso aunque aparecía habitualmente en planos y guías de la ciudad.
En 1906 hubo una propuesta para denominar paseo de Alfonso XIII al tramo del paseo de Ronda situado entre el Manzanares y la calle de Pacífico, que no prosperó. El 9 de noviembre de 1917 el ayuntamiento de Madrid tomó la decisión de dar el nombre de Pedro Bosch al citado tramo. En 1922, este cierre sur del antiguo paseo de Ronda, entre la calle de Pacífico y el puente de la Princesa, aparecía ya con el nombre de calle de Pedro Bosch en planos publicados por el ayuntamiento de Madrid. Igualmente, en la misma época, Pedro de Répide recogía esta denominación en sus artículos en La Libertad (que más tarde se transformarían en el libro Las calles de Madrid). Sin embargo, sólo se construyó el tramo de la calle Pedro Bosch existente entre la avenida Ciudad de Barcelona y la calle Méndez Álvaro en 1972, a través de un paso elevado que, partiendo de la calle del Doctor Esquerdo, salvaba la playa de vías de la estación de Atocha y la avenida Ciudad de Barcelona para enlazar con Méndez Álvaro, sin proseguir más allá. El enlace se hacía al norte de puente por el que la vía del ferrocarril de contorno salvaba la calle Méndez Álvaro. Ya se preveía entonces la continuación de la calle Pedro Bosch hasta la plaza de Legazpi, pero no se tomaron medidas en tal sentido.